# Тосельи, Кристофер
Кри́стофер Бенхами́н Тосе́льи Ри́ос (исп. Cristopher Benjamín Toselli Ríos; 15 июня 1988, Антофагаста, Чили) — чилийский футболист, вратарь клуба «Универсидад Католика» и сборной Чили. Участник чемпионата мира 2014 года

## Клубная карьера
Тосельи — воспитанник футбольной академии клуба «Универсидад Католика». В 2006 году он был переведен в первую команду, где был сменщиком Рейнера Вирта. После успешного выступления на молодёжном мировом первенстве Кристофер дебютировал за «Универсидад», в матче против «Кокимбо Унидо» он впервые сыграл в чилийской Премьере. Во втором сезоне Тосельи стал первым номером, после того, как Хосе Мария Булюбашич завершил карьеру. В 2010 году он помог команде выиграть чемпионат, а через год Кубок Чили. В 2013 году Тосельи был признан футболистом года в Чили.

## Международная карьера
В 2007 году Кристофер защищал цвета молодёжной сборной Чили на молодёжном чемпионате Южной Америки, где занял четвёртое место и на молодёжном чемпионате мира в Канаде, где завоевал бронзу. В 2009 году в составе молодёжной национальной сборной Тосельи выиграл Турнир в Тулоне и был признан его лучшим вратарем.
20 января 2010 года в товарищеском матче против сборной Панамы Кристофер дебютировал за сборную Чили.
В качестве запасного вратаря Тосельи принимал участие в чемпионате мира 2014 и в кубке Америки 2016. В 2017 году Кристиан стал серебряным призёром Кубка конфедераций в России. На турнире он был запасным и на поле не вышел.

## Достижения
Командные
 «Универсидад Католика»
- Чемпионат Чили по футболу — 2010
- Обладатель Кубка Чили — 2011

Международные
 Чили (до 20)
- Чемпионат мира по футболу среди молодёжных команд — 2007

 Чили
- Кубок Америки — 2016
- Кубок конфедераций — 2017

Индивидуальные
- Футболист года в Чили — 2013